# 금마중학교
금마중학교(金馬中學校)는 대한민국 충청남도 홍성군 금마면 화양리에 있는 공립 중학교이다.

## 학교 연혁
- 1985년 12월 12일 : 설립인가(12학급)
- 1986년 3월 5일 : 제1회 입학식
- 1986년 5월 22일 : 금마중학교 개교식
- 2016년 3월 1일 : 특수학급 증설 4학급
- 2024년 1월 5일 : 제36회 졸업식(24명, 총 2,217명)
- 2024년 3월 1일 : 학급 감축 3학급 편성
- 2024년 3월 4일 : 2024학년도 입학식 16명(남 8명, 여 8명)
- 2024년 9월 1일 : 제23대 정필영 교장 취임

## 참고 자료
- 금마중학교 - 한국교육학술정보원 학교알리미